# Římskokatolická farnost Bernartice u Javorníka
Římskokatolická farnost Bernartice u Javorníka je územní společenství římských katolíků v rámci děkanátu Jeseník ostravsko-opavské diecéze.

## Historie
Místní kostel sv. Petra a Pavla je poprvé zmiňován v roce 1291. Dále byl rozšiřován v letech 1712 a 1896.
Farnost je administrována ex currendo z Vidnavy.

## Bohoslužby
| Kostel                   | Místo      | Bohoslužba       | Bohoslužba       | Poznámka     |
| ------------------------ | ---------- | ---------------- | ---------------- | ------------ |
| Kostel sv. Petra a Pavla | Bernartice | neděle           | 8.15             | farní kostel |
| Kaple Panny Marie        | Buková     | 1x ročně, poutní | 1x ročně, poutní | obecní kaple |